# 明治神宮野球大会 高校の部 (大分県勢)
明治神宮野球大会高校の部における大分県勢の成績について記す。

## 大会結果
| 大会                 | 代表校                | 試合結果 | 試合結果             | 備考        |
| -------------------- | --------------------- | -------- | -------------------- | ----------- |
| 第4回大会（1973年）  | 大分商（初出場）      | 2回戦    | ○ 4 - 3 日大三       | 延長10回    |
| 第4回大会（1973年）  | 大分商（初出場）      | 準決勝   | ● 0 - 6 若狭         |             |
| 第18回大会（1987年） | 中津工（初出場）      | 1回戦    | ○ 2 - 1 関西         |             |
| 第18回大会（1987年） | 中津工（初出場）      | 準決勝   | ● 3 - 10 堀越        |             |
| 第35回大会（2004年） | 柳ヶ浦（初出場）      | 2回戦    | ○ 8 - 1 東海大相模   | 8回コールド |
| 第35回大会（2004年） | 柳ヶ浦（初出場）      | 準決勝   | ○ 7 - 3 神戸国際大付 |             |
| 第35回大会（2004年） | 柳ヶ浦（初出場）      | 決勝     | ○ 8 - 2 愛工大名電   |             |
| 第38回大会（2007年） | 明豊（初出場）        | 1回戦    | ○ 14 - 6 下関商      |             |
| 第38回大会（2007年） | 明豊（初出場）        | 2回戦    | ● 11 - 13 明徳義塾   |             |
| 第50回大会（2019年） | 明豊（12年ぶり2回目） | 2回戦    | ● 4 - 5x 健大高崎    | 延長10回    |